# Procès des sorcières de Finspång

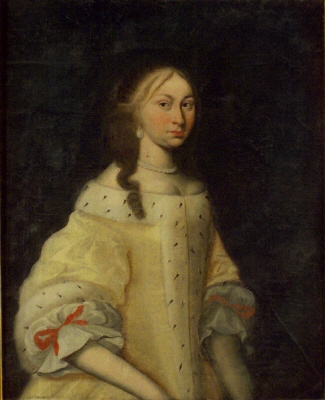
Portrait (posthume d'environ trois décennies) identifié comme étant celui de la princesse Marie-Élisabeth de Suède.

Le procès des sorcières de Finspång est un procès pour sorcellerie qui a eu lieu à Finspång, dans l'Östergötland en Suède, en 1617. C'est l'un des plus importants dans ce pays, hors de la période 1668–1676, et a conduit à l'exécution de neuf femmes. Selon l'historienne Christine Bladh, il est possible que ce ne soit qu'une fraction des cas qui ont eu lieu car les dossiers et documents judiciaires sont perdus.